# 75823 Csokonai
75823 Csokonai è un asteroide della fascia principale. Scoperto nel 2000, presenta un'orbita caratterizzata da un semiasse maggiore pari a 3,0995787 UA e da un'eccentricità di 0,0942288, inclinata di 14,90827° rispetto all'eclittica.